# دنیای باغبانان
دنیای باغبانان برنامه‌ای تلویزیونی است با موضوع باغبانی در خانه که از شبکه بی‌بی‌سی از ۵ ژانویه سال ۱۹۸۶ تا به الان از شبکه‌های بی‌بی‌سی و بی‌بی‌سی ۲ پخش می‌شود. قسمت اول این برنامه توسط Ken Burras گیاه‌شناس دانشگاه آکسفورد انجام شد. مدت زمان هر قسمت ۳۰ دقیقه می‌باشد.

## مجریان
مجریانی که در این برنامه حضور داشتن:
- Ken Burras (1968–1969) [4]
- Percy Thrower (1969–1976)
- Arthur Billitt (1976–1979)
- Geoff Hamilton (1979–1996)
- Geoffrey Smith (1980–1982)
- Alan Titchmarsh (1996–2002)
- Monty Don (2003–2008)
- Toby Buckland (2008–2010)
- Monty Don (2011 –2017)